# 扬尼克·科尔巴赫
扬尼克·科尔巴赫（德語：Jannik Kohlbacher，1995年7月19日—），生于本斯海姆，德国男子手球运动员，2016年欧洲男子手球锦标赛金牌得主、2024年夏季奥林匹克运动会银牌得主。